# Agoaspirato della tiroide

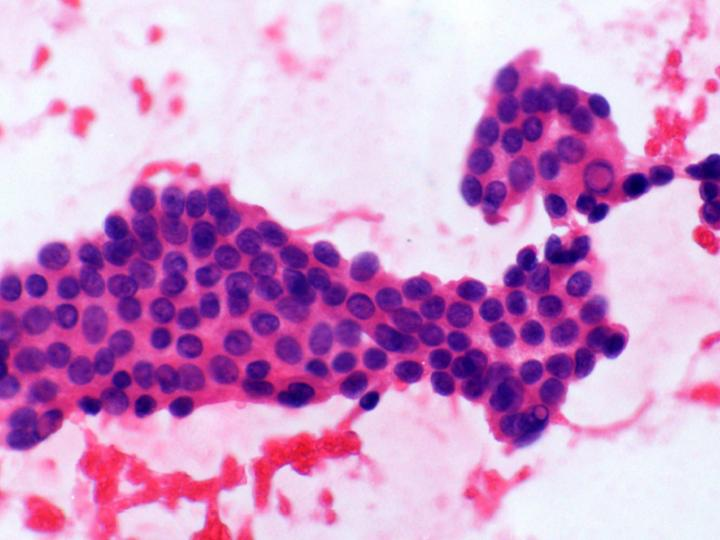
Carcinoma Papillare Tiroideo: aspetto citologico

L'agoaspirato della tiroide è una procedura di semplice esecuzione, poco invasiva e praticamente indolore, che viene eseguita con ago sottile generalmente da un medico specialista in endocrinologia, o un citopatologo opportunamente addestrato alla pratica il quale può anche avvalersi della sonda lineare (di frequenza compresa tra 7.5 e 13 MHz) abitualmente usata per l'ecografia della tiroide.
Nonostante la procedura non abbia conseguenze sul paziente c'è una probabilità (determinata in larga parte dall'esperienza e abilità dell'esecutore) che si verifichi una metastasi.

## Finalità della procedura
Lo scopo dell'agoaspirato della tiroide è quello di ottenere materiale adeguatamente cellulato da sottoporre ad esame microscopico.

## Indicazioni
L’indicazione all'esecuzione dell'agoaspirato della tiroide viene posta nei seguenti casi:
- noduli tiroidei palpabili;
- noduli tiroidei di diametro >10-15 mm;
- noduli tiroidei di diametro <10-15 mm quando presentino caratteristiche sospette per malignità all'ecografia della tiroide (cioè: nodulo ipoecogeno; margini indefiniti; assenza di alone ipoecogeno periferico; microcalcificazioni interne; vascolarizzazione intranodulare).

## Tecnica di esecuzione
La procedura di agoaspirazione di lesioni tiroidee consiste delle seguenti manovre:
il paziente viene disteso su un lettino con il collo scoperto ed iperesteso (per ottenere questa posizione, si può mettere un cuscino sotto il rachide cervicale del paziente facendo in modo che la testa rimanga oltre il cuscino); vengono preparati alcuni vetrini su un apposito piano ed una siringa da 5-10 ml, sulla quale viene inserito un ago di 21-27 G; l'area da pungere viene accuratamente disinfettata; a questo punto, l'ago viene inserito nella regione anteriore del collo dove è situato il nodulo tiroideo da sottoporre ad agoaspirato (con o senza l'aiuto della sonda ecografica); una volta che l'ago risulta posizionato all'interno del nodulo, si provvede ad aspirare materiale attraverso lo stantuffo della siringa fino a riempire il cono dell'ago; ottenuta la quantità di materiale desiderata, si estrae l'ago e si spruzza il contenuto sui vetrini; il materiale viene accuratamente strisciato sui vetrini; successivamente, i vetrini vengono fissati con apposito fissativo per essere poi colorati (con il metodo di May-Grumwald-Giemsa o Papanicolaou); i vetrini vengono infine letti al microscopio ottico da un medico specialista in Anatomia Patologica. Il prelievo può essere effettuato anche senza aspirazione con siringa sfruttando il fenomeno della capillarità; questo porta a un minor trauma dei tessuti e ad una migliore qualità degli strisci.

## Diagnosi citologiche
I diversi quadri citologici che si possono ottenere dall'agoaspirazione di un nodulo tiroideo sono classificati come segue dal sistema Britannico:
- Thy 1. Materiale insufficiente per diagnosi (in tal caso, l'agoaspirato deve essere ripetuto);
- Thy 2. Benigno (ivi inclusi tiroidite, nodulo colloide, nodulo iperplastico);
- Thy 3. Indeterminato (neoformazione follicolare);
- Thy 4. Sospetto per malignità;
- Thy 5. Maligno (ivi inclusi carcinoma papillare, carcinoma midollare, carcinoma anaplastico, linfoma, metastasi da altri organi).

La frequenza con la quale il materiale raccolto nel corso di agoaspirato tiroideo può risultare insufficiente per diagnosi varia, a seconda delle casistiche, tra il 3% ed il 20% dei casi; è stato dimostrato che la percentuale di inadeguati si riduce se durante la procedura l'operatore si avvale dell'aiuto della sonda usata per l'ecografia della tiroide e di una valutazione on-site dell'adeguatezza del prelievo.